# Jelito

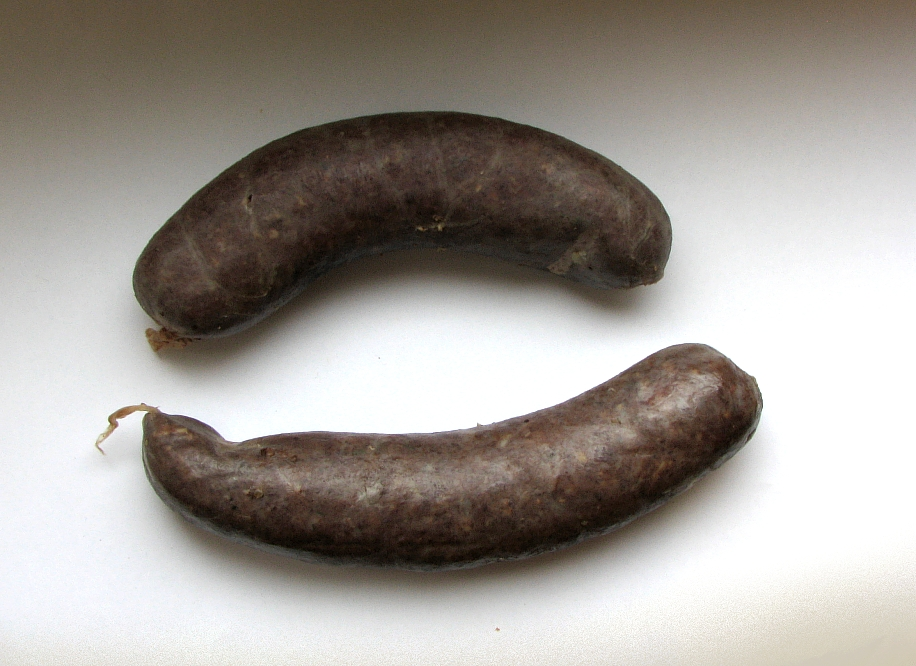
Jelita

Jelito (polsky: kaszanka; německy: Grützwurst) je masný výrobek z vepřového masa a krve. Kromě toho obsahuje kroupy nebo drobné kousky pečiva. Jelito je běžným produktem domácích zabijaček. Podobně jako u jitrnic, i zde jsou základními surovinami méně hodnotná masa – hlava, játra, bůček, kůže, plíce apod. Dalšími ingrediencemi bývá tučný vývar odebraný z povrchu zabíjačkové polévky, rozpuštěné vnitřní sádlo, škvarky, osmažená cibule, česnek, sůl a koření, mezi které patří zejména pepř, majoránka, kmín a nové koření. Složení jelit se liší, každý řezník či výrobce se liší svojí původní recepturou. 
Jelita se řadí do dvou hlavních kategorií, kterými jsou jelita kroupová a jelita žemlová. Existují i výrobky, ve kterých jsou jak kroupy, tak žemle.

## Výroba jelit

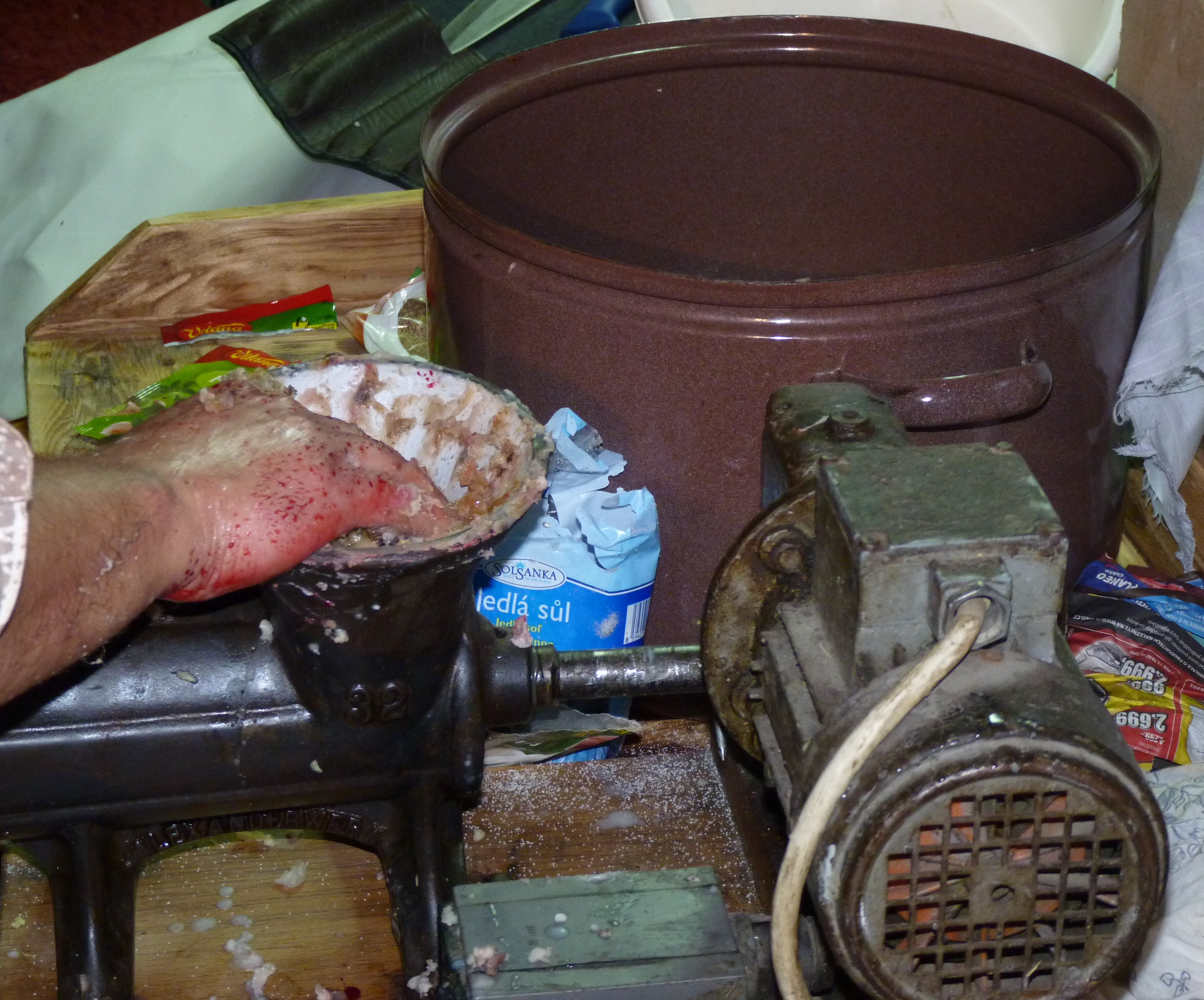
Mletí masa na jelita
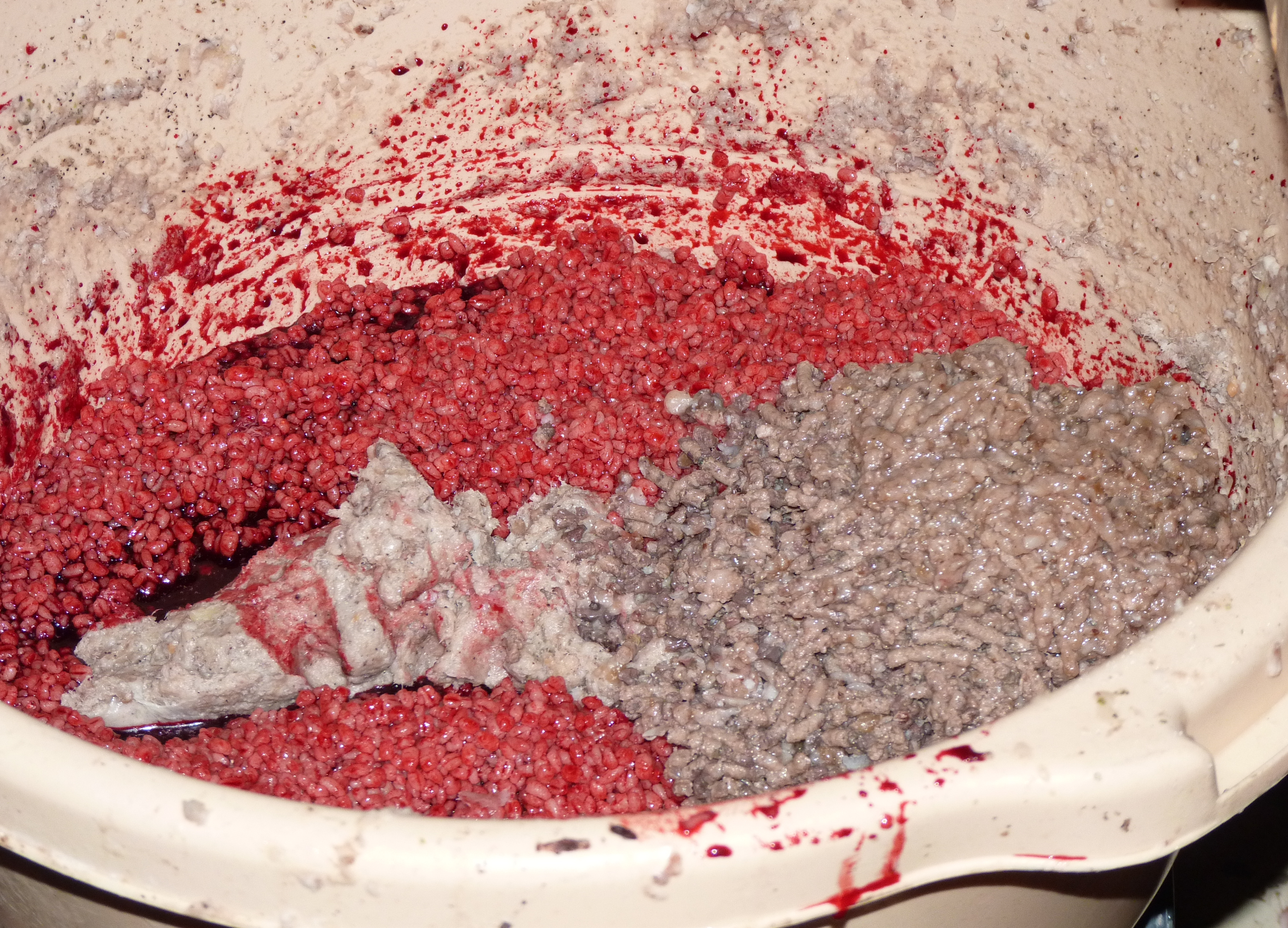
Připravená směs na jelita: kroupy s krví a pomletá masová směs
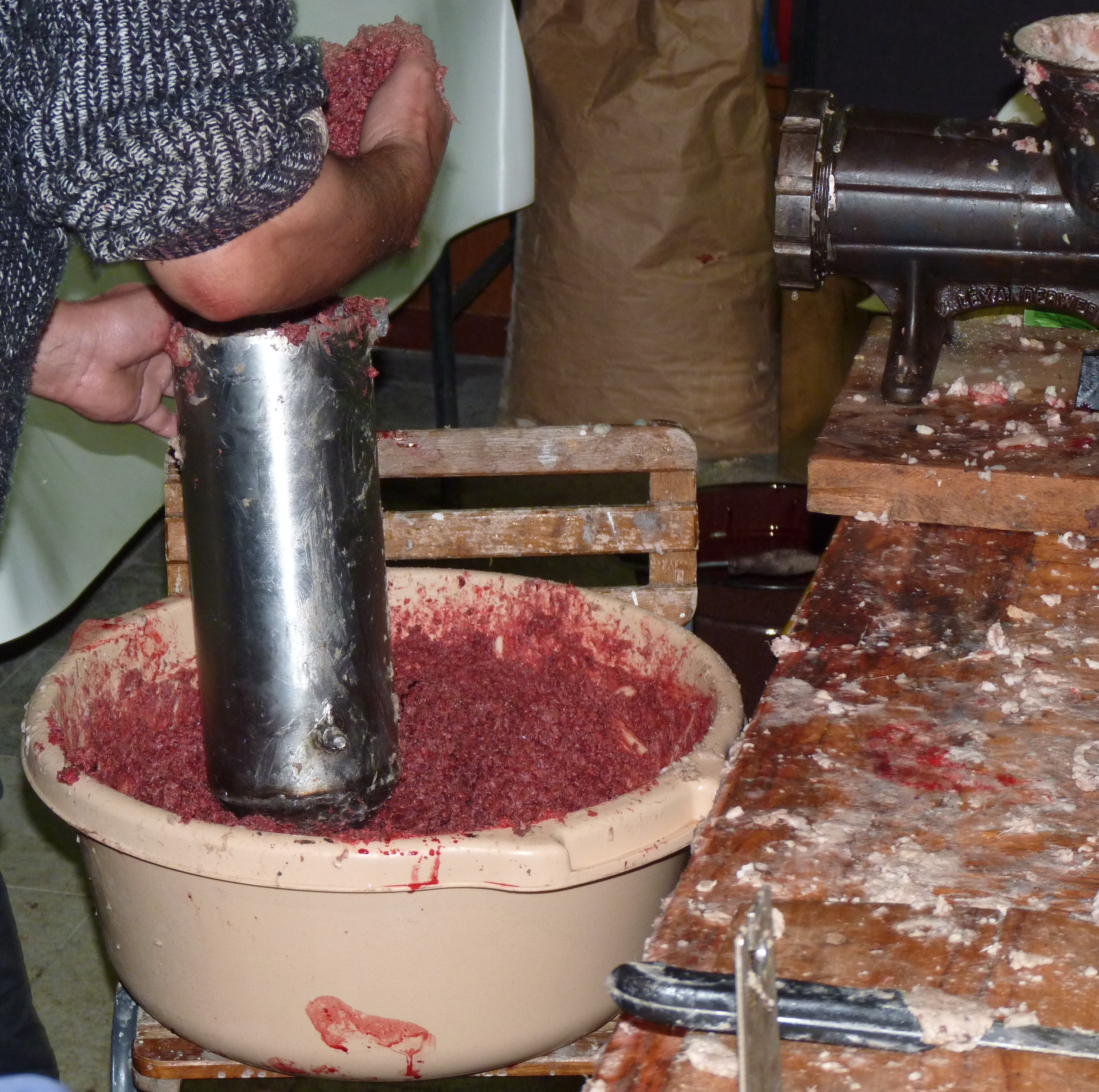
Ládování směsi na jelita do náplně nabíječky
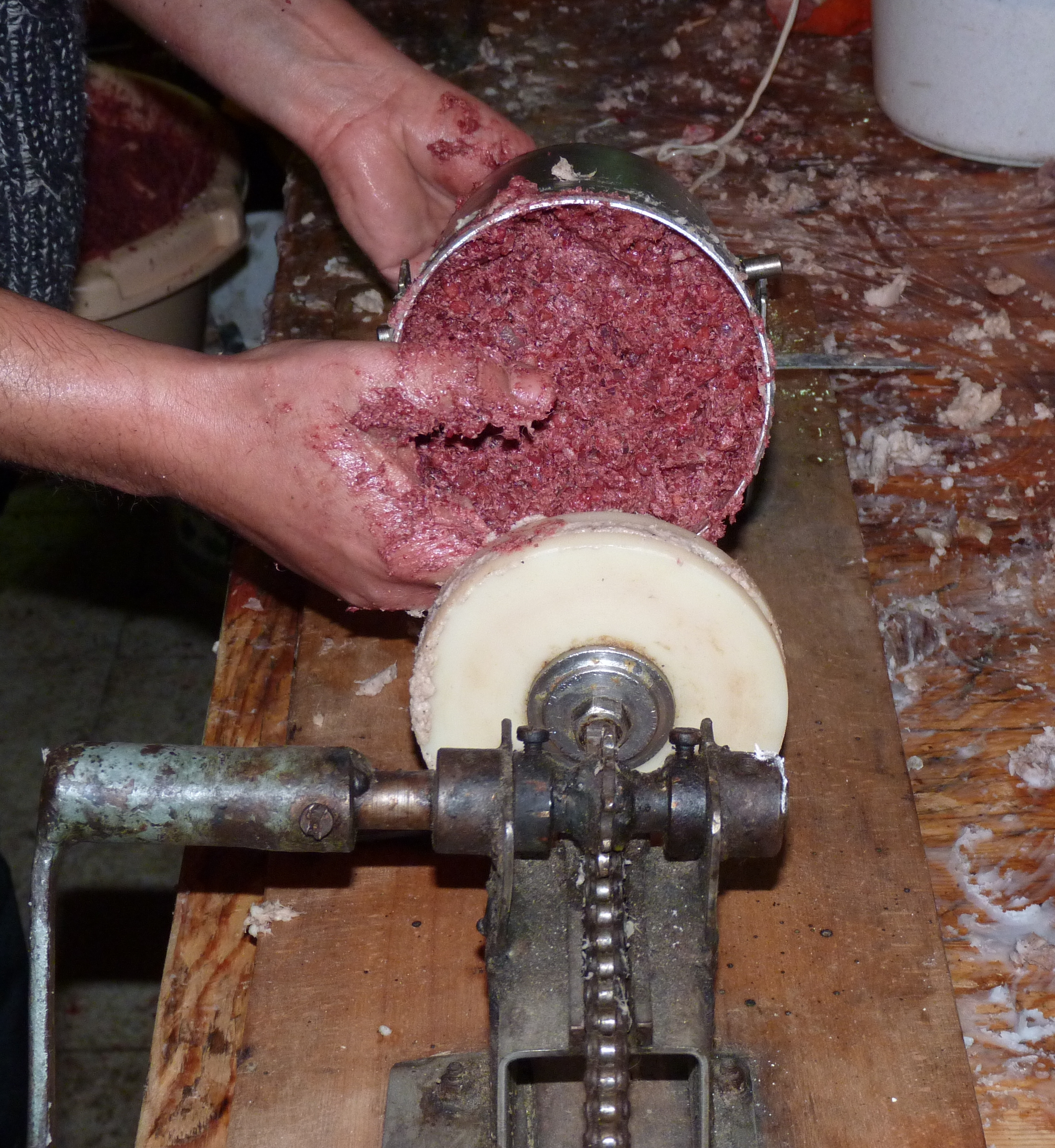
Nasazování naládované náplně do nabíječky
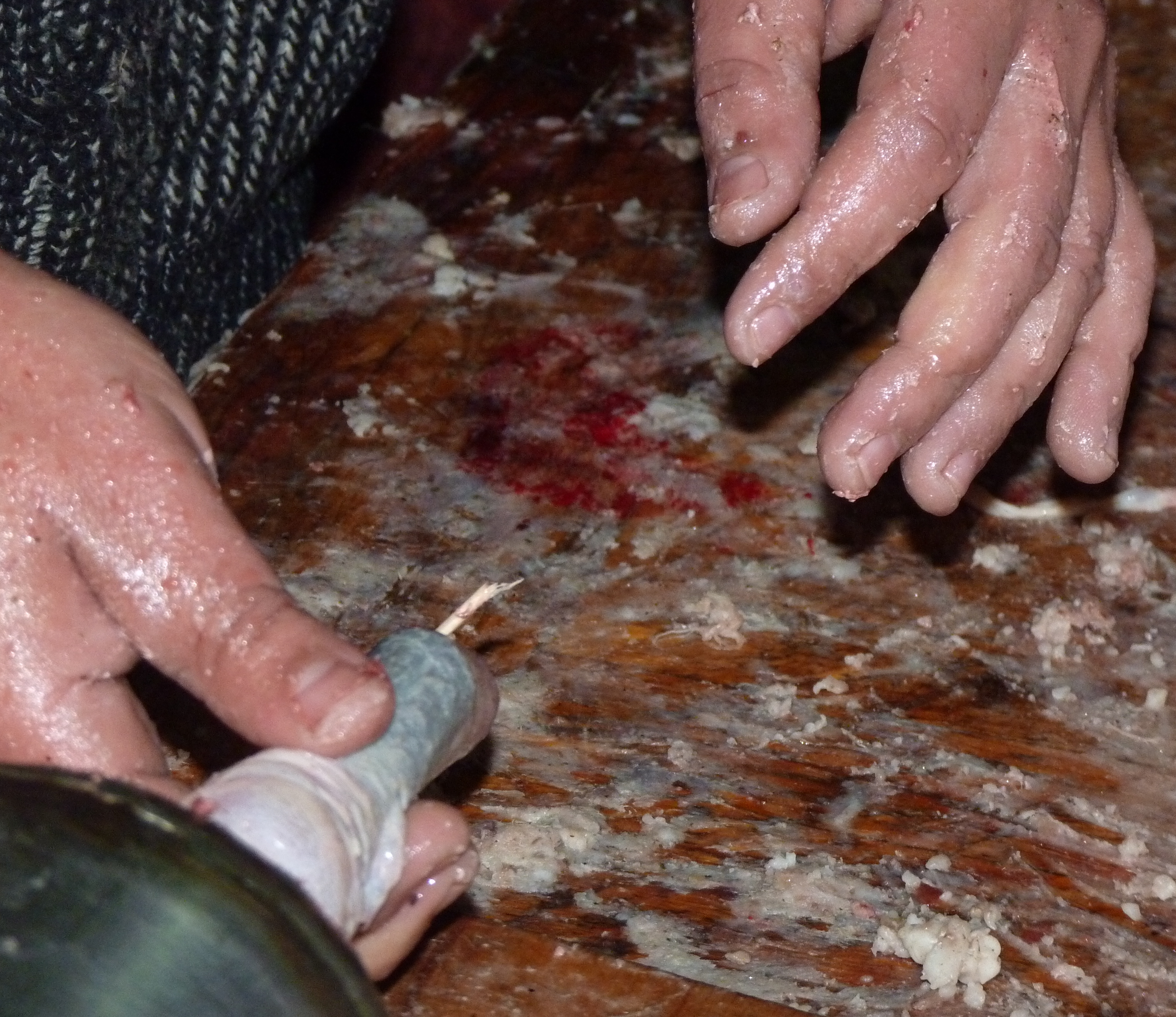
Vytlačování směsi do připraveného střívka
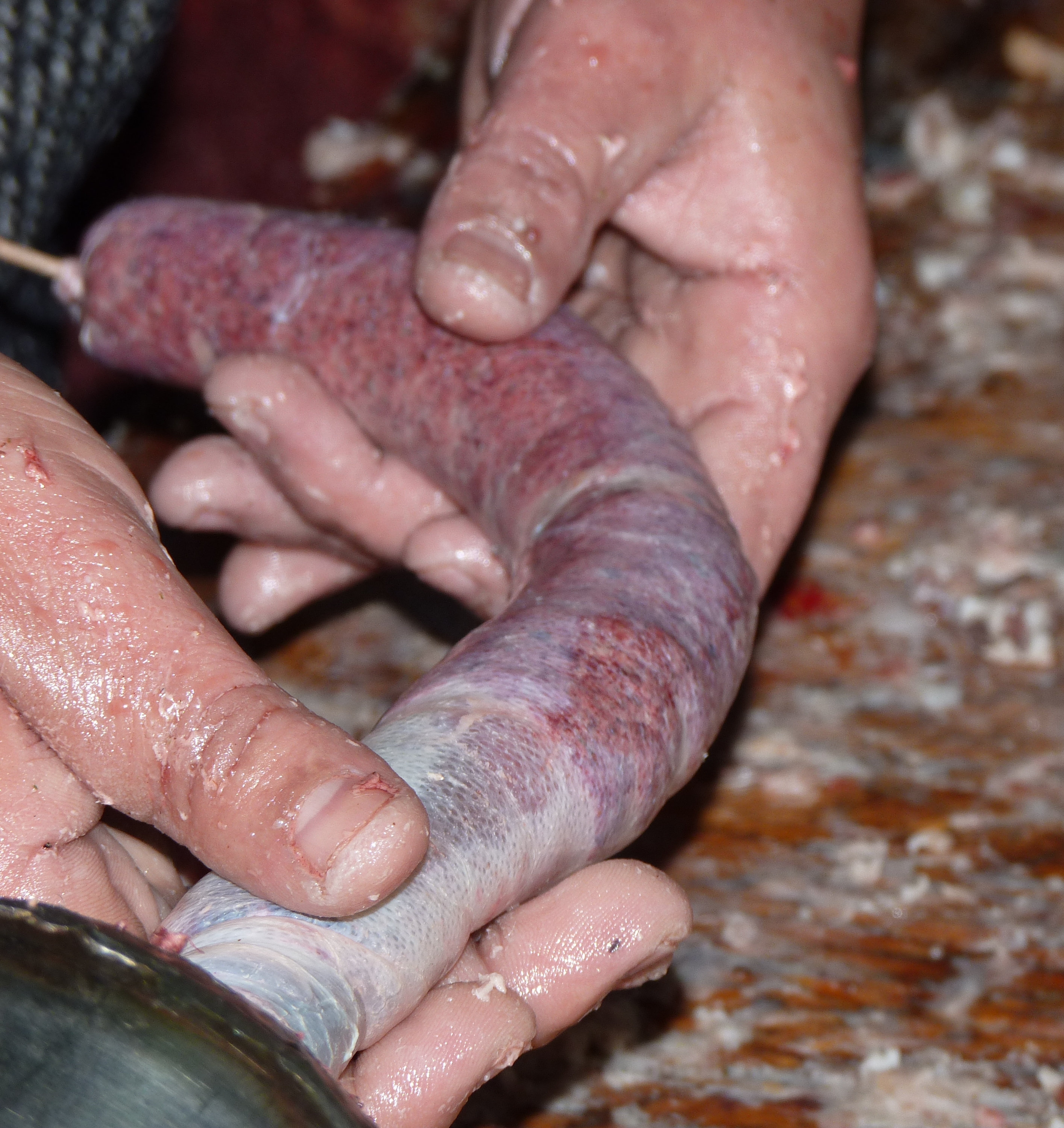
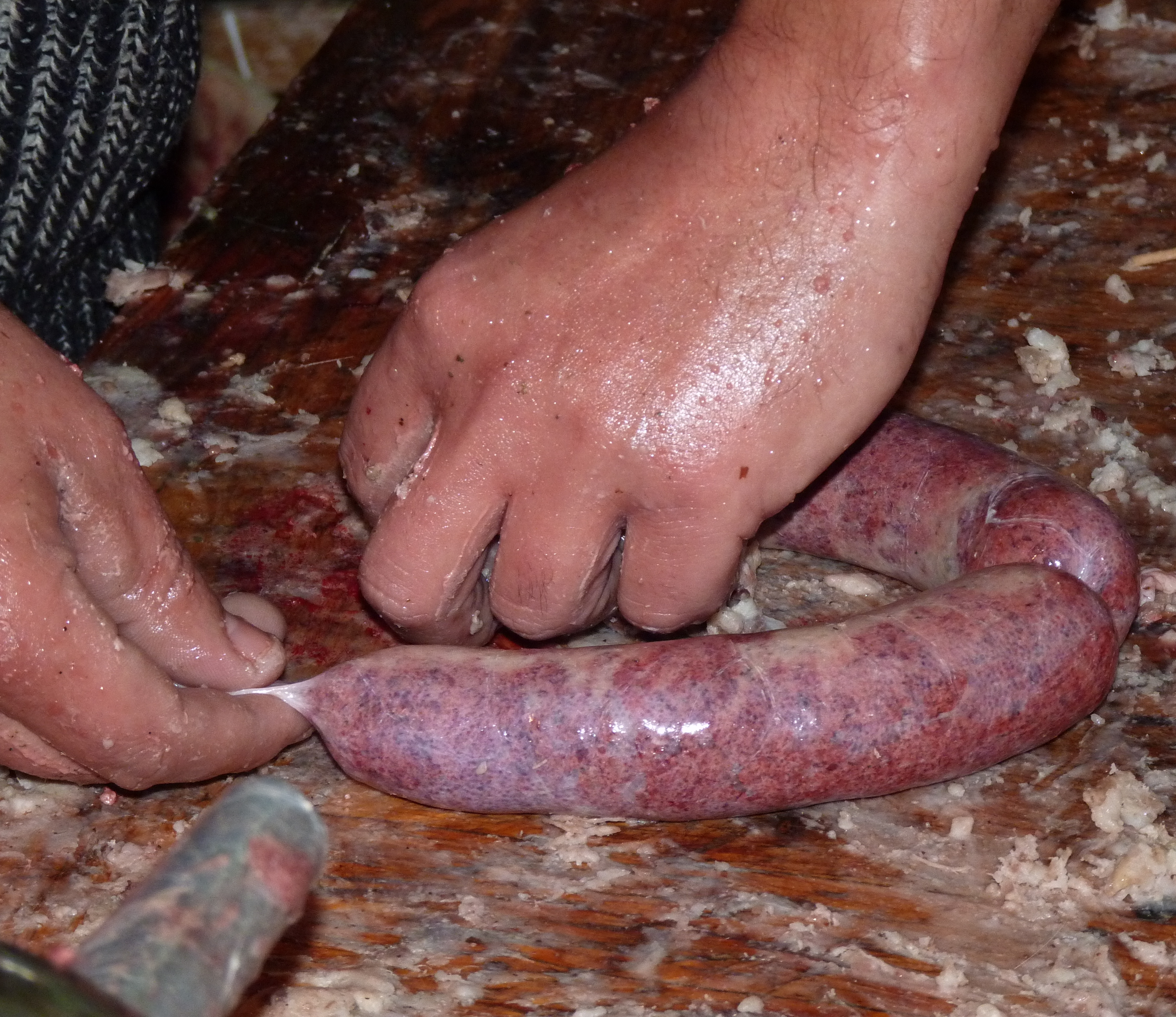
Zakončovací práce